# Llengües germàniques orientals
Les llengües germàniques orientals són un grup extingit de la branca germànica de les llengües indoeuropees. Reben aquest nom per la situació geogràfica dels seus parlants: a l'est dels de les occidentals i al sud de les escandinaves.
Es creu que en formaven part el vàndal i el burgundi i el gòtic, però només es conserven textos d'aquest darrer. A més, la inclusió del burgundi ha estat posada en dubte.
Relats de diversos historiadors antics (Jordanes, Procopi, Pau el Diaca), la toponímia i restes arqueològiques assenyalen cap a una migració de tribus germàniques des d'Escandinàvia fins a l'àrea compresa entre els rius Vístula i Oder entre el 600 aC i el 300 aC. Així, hom emparenta el burgundi amb l'antic dialecte nòrdic de l'illa de Bornholm i el gòtic amb el de l'illa de Gotland (antic gútnic).
El seu darrer representant fou el gòtic de Crimea, parlat fins al segle xviii.:189

## Terme «germànic orientals»
El terme «germànics orientals» (Ostgermanisch) com el germànics septentrionals i occidentals, és un neologisme del segle xix. El prefix "Est" (Ost) fa referència a la seva pàtria més antiga coneguda a l'est de l'Òder. Els filòlegs Karl Müllenhoff i Wilhelm Scherer van ser els primers en dividir els pobles germànics en pobles germànics occidentals i orientals. Van utilitzar el terme «germànics orientals» com a terme paraigua per als grups escandinaus (avui germànic septentrional) i gòtics (avui germànic oriental). Ferdinand Wrede va escriure el 1886: «Estem acostumats a utilitzar el terme "gòtic" generalment per a la llengua de la tribu vandàlica, que en qualsevol cas és inexacte». En fer-ho, va reprendre el terme «vandàlic» utilitzat per Plini el Vell. En el període següent, aquest concepte es va consolidar.